# Jens Wahl
Jens Wahl (* 24. Juli 1966 in Rostock) ist ein ehemaliger deutscher Fußballspieler.

## Sportliche Laufbahn
Jens Wahl, der aus dem Nachwuchsbereich der TSG Bau Rostock stammt und dort in der Spielzeit 1984/85 in die erste Mannschaft in der zweitklassigen Liga aufrückte, gab nach seinem Wechsel zu Hansa Rostock im Sommer 1985 sein Debüt in der DDR-Oberliga am drittletzten Spieltag der Saison 1985/86. Er spielte nach seinem Einstand am 24. Spieltag gegen den 1. FC Union Berlin auch die restlichen beiden Saisonspiele gegen die BSG Wismut Aue und den 1. FC Magdeburg. Der Abstieg der Ostseestädter war zum Zeitpunkt von Wahls Debüt bereits besiegelt, da Rostock aufgrund der schlechten Tordifferenz bereits nach dem 23. Spieltag aussichtslos im Kampf um den Klassenerhalt zurücklag.
In der folgenden Saison entwickelte sich Wahl in der Zweitklassigkeit zum Stammspieler bei Hansa und schaffte mit seinem Team dank eines Vorsprunges von 17 Punkten auf den Zweiten der Staffel A souverän den sofortigen Wiederaufstieg. Bereits in der zweiten Saison nach der Oberligarückkehr belegten die Hanseaten einen hervorragenden vierten Platz, der den Einzug in den Europapokal bedeutete. Im UEFA-Cup 1989/90 war bereits nach Runde 1 Endstation, aber der Kfz-Schlosser hatte beim Gesamtergebnis von 2:7 gegen TJ Baník Ostrava OKD beide Hansa-Treffer erzielt. Mit einem sechsten Platz 1989/90 bestätigten die Rostocker ihre gute Vorjahresleistung im 14er-Feld der Oberliga.
Die individuell guten Leistungen im Frühjahr 1989 brachten Jens Wahl in die DDR-Nationalelf. Am 8. März 1989 debütierte er gegen Griechenland in der Mannschaft von Trainer Manfred Zapf. Sein Einstand bei der 2:3-Niederlage in Athen, bei dem er die Führung der Griechen durch sein Selbsttor zum 2:0 ausbaute, endete bereits nach der ersten Halbzeit und war gleichzeitig auch Wahls Abschied aus der Auswahl. Die DDR-Fußballfachzeitung fuwo mit ihrem Chefredakteur Jürgen Nöldner konstatierte: „Mit dem Eigentor und einer vergebenen Chance aus Nahdistanz (Ball hinter der Linie?) ein unglückliches Debüt für den langen Rostocker.“ (Jürgen Nöldner: fuwo – Die neue Fußballwoche. 14. März 1989, S. 9.) Interessanterweise folgte der Einstand des damals 22-jährigen Hansa-Fußballers in der U-21-Auswahl erst nach seinem ersten Einsatz in der A-Elf. In Hořovice unterlag er mit dem DDR-Nachwuchs der ČSSR am 22. März 1989 mit 0:2.
Nach der Wende wurde Jens Wahl mit Rostock 1991 letzter Meister Ostdeutschlands und qualifizierte sich mit seinem Verein für die 1. Bundesliga. Neben dem Meistertitel konnte er mit Hansa in diesem letzten eigenständigen Spieljahr auf dem Gebiet der früheren DDR auch den Gewinn des FDGB-Pokals feiern. Wahl markierte beim 1:0-Erfolg im Endspiel über den Eisenhüttenstädter FC Stahl den Siegtreffer in der 43. Minute. Aus der obersten Etage des gesamtdeutschen Fußballs stieg der Mittelfeldspieler mit seinem Team jedoch schon nach einer Spielzeit in die 2. Liga ab. Nach Ende der darauffolgenden Mammutsaison verließ er Rostock und wechselte innerhalb der Liga zum Chemnitzer FC, bei dem er dreieinhalb Jahre unter Vertrag stand. Nach dem Abstieg des CFC im Sommer 1996 und einem halben Spieljahr in der drittklassigen Fußball-Regionalliga wechselte Wahl für die Rückrunde der Saison 1996/97 zum FC St. Gallen. Im Anschluss an seinen kurzen Aufenthalt in der Schweiz, bei dem er nicht zum Einsatz kam, heuerte der Mecklenburger für drei Jahre bei Dynamo Dresden an. Im Jahr 2000 beendete Wahl seine sportliche Laufbahn.
Der Handballer Frank-Michael Wahl und Jens Wahl sind Cousins.

## Erfolge
- NOFV-Meister: 1991 (Hansa Rostock)
- NOFV-Pokalsieger: 1991 (Hansa Rostock)

## Statistik
für Hansa Rostock (209 Pflichtspiele/34 Tore)
- 187/28 Ligaspiele
  - 84/24 DDR-Oberliga
  - 26/4 DDR-Liga
  - 34/3 Bundesliga
  - 43/4 2. Bundesliga
- 3/2 Europapokalspiele
- 19/4 Pokalspiele
  - 15/2 FDGB-Pokal
  - 4/2 DFB-Pokal

für den Chemnitzer FC (107 Pflichtspiele/12 Tore)
- 100/10 Ligaspiele
  - 83/4 2. Bundesliga
  - 17/6 Regionalliga
- 7/2 Pokalspiele
  - 4/0 DFB-Pokal
  - 3/2 Sachsenpokal

für Dynamo Dresden
- 54/6 Regionalliga

## Belege
1. ↑  Daniel Good: Serie - Evergreen: Jens Wahl – in der DDR ein Star, beim FC St.Gallen ein Flop. 20. November 2020, abgerufen am 29. März 2025.

| Personendaten    | Personendaten            |
| ---------------- | ------------------------ |
| NAME             | Wahl, Jens               |
| KURZBESCHREIBUNG | deutscher Fußballspieler |
| GEBURTSDATUM     | 24. Juli 1966            |
| GEBURTSORT       | Rostock                  |